# Lengyelország hegyeinek listája
Lengyelország területének nagyrésze alföld, az  ország déli részén, a Cseh és Szlovák határ mentén terül el az Északnyugati-Kárpátok (Karpaty Zachodnie), melyet több hegység tagol. Kielce környékén található a Szentkereszt-hegy (Góry Świętokrzyskie), melynek övezetei zömében dombnak számítanak, mivel nem érik el az 500 méteres magasságot.

## Hegyek és hegyvonulatok Lengyelországban

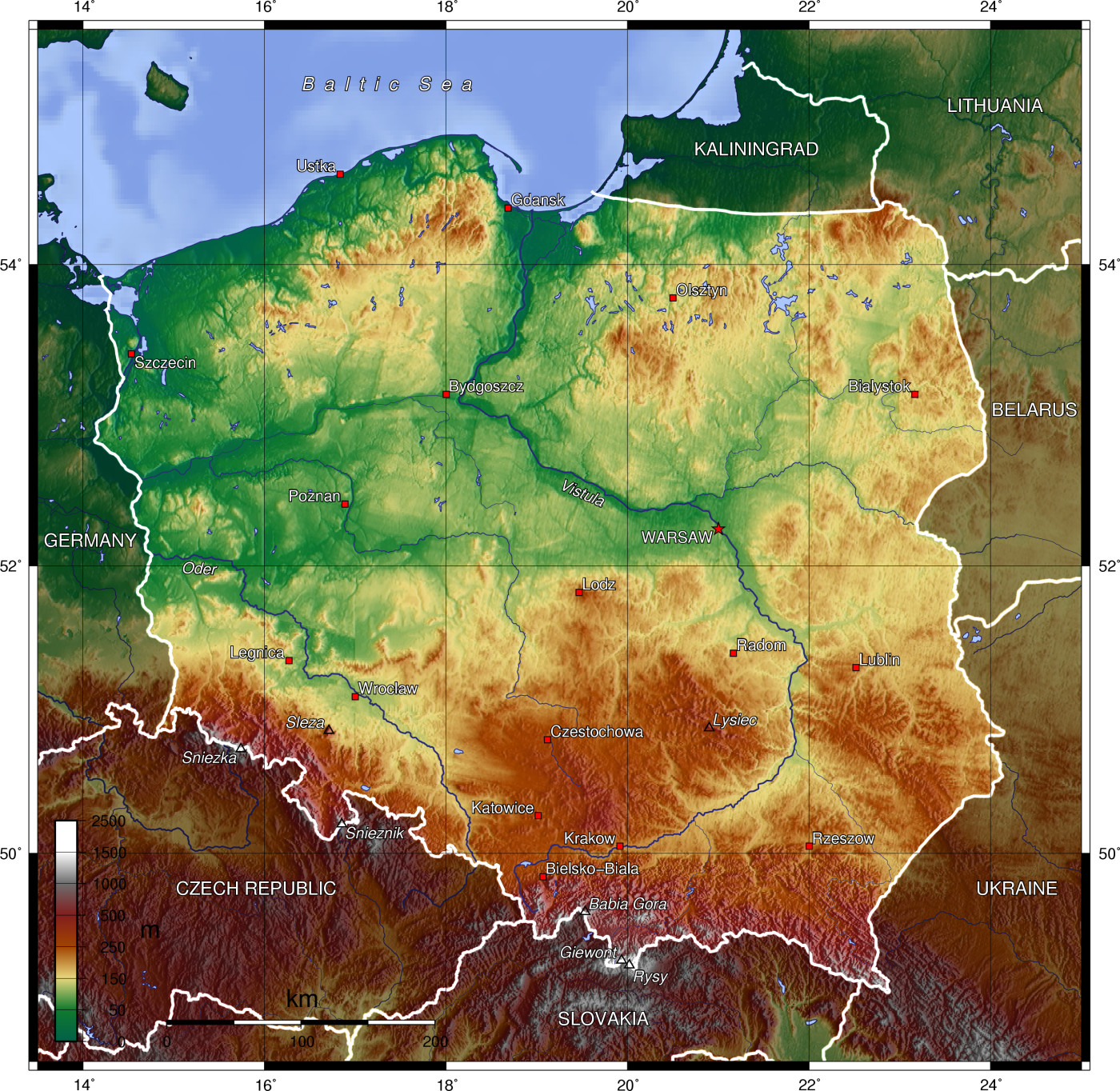
Lengyelország topográfiai térképe

### Szentkereszt-hegy
A Szentkereszt-hegy (Góry Świętokrzyskie) legmagasabb pontja a Łysica 612 méteres csúcsa.
- Klonowskie-öv Barcza: 465 m
- Bostowskie-öv 351 m
- Oblęgorskie-öv Siniewska Góra: 449 m
- Masłowskie-öv Klonówka: 473 m
- Łysogóry Łysica: 612 m
- Jeleniowskie-öv Szcztytniak: 554 m
- Zgórskie-öv Ciastowa: 329 m
- Posłowickie-öv Biesak: 381 m
- Dymińskie-öv Telegraf: 408 m
- Brzechowskie-öv Sikorza: 361 m
- Orłowińskie-öv Krzemionka: 336 m
- Iwaniskie-öv Najwyższy punkt: 328 m
- Wygiełzowskie-öv 385 m
- Chęcińskie-öv Miedzianka: 354 m
- Bolechowicki-gerinc (Grzbiet Bolechowicki) Czerwona Góra: 328
- Daleszyckie-öv Otrocz: 372 m
- Cisowskie-öv Włochy: 427 m
- Ociesęckie-öv Jaźwina: 361 m
- Kadzielniańskie-öv Karczówka: 340 m

### Kárpátok
- Tátra (Tatry) 2655 m
- Pieninek (Pieniny) 1050 m
- Sziléziai-Beszkidek (Beskid Śląski) Wielka Czantoria: 995 m
- Kis-Beszkidek (Beskid Mały) Czupel: 930 m
- Makówi-Beszkidek (Beskid Makowski) Mędralowa: 1169 m
- Żywiecki Beszkidek (Beskid Żywiecki) Babia Góra: 1725 m
- Szigetes-Beszkidek (Beskid Wyspowy) Mogielica: 1170 m
- Gorce 1310 m
- Szandeci-Beszkidek (Beskid Sądecki) Radziejowa: 1266 m
- Alacsony-Beszkidek (Sárosi-határhegység, Beskid Niski, Alacsony-Beszkidek) Busov: 1200 m
- Besszádok 1405 m

### Szudéták
- Óriás-hegység 1602 m (Karkonosze)
- Iser-hegység 1126 m (Góry Izerskie)
- Kaczawskie-hegység (Góry Kaczawskie) Skopiec 724 m
- Janowicki-érchegység (Rudawy Janowickie) Skalnik: 944 m
- Wałbrzyskie-hegység (Góry Wałbrzyskie) Borowa: 853 m
- Kamienne-hegység Waligóra: 936 m
- Bagoly-hegység (Góry Sowie) Wielka Sowa: 1015 m
- Bardzkie-hegység (Góry Bardzkie) Szeroka Góra: 765 m
- Stołowe-hegység Właściwe Góry Stołowe 919 m
- Bystrzyckie-hegység (Góry Bystrzyckie) Anielska Kopa: 879 m
- Orlickie-hegység (Góry Orlickie) Wielka Desztna: 1115 m
- Śnieżnika-hegység (Masyw Śnieżnika rég., ném.: Glatzi-hegység) Śnieżnik: 1426
- Bialskie-hegység (Góry Bialskie) Przełęcz Płoszczyna: 817 m
- Arany-hegység (Góry Złote) Luž: 793 m
- Opawskie-hegység (Góry Opawskie) Przełęcz pod Kopą 707 m

## Fordítás
- Ez a szócikk részben vagy egészben  a   Góry w Polsce című lengyel Wikipédia-szócikk ezen változatának fordításán alapul.  Az eredeti cikk szerkesztőit annak laptörténete sorolja fel. Ez a jelzés csupán a megfogalmazás eredetét és a szerzői jogokat jelzi, nem szolgál a cikkben szereplő információk forrásmegjelöléseként.

## Magyarázatok
A hegyek nevét - amennyiben van - magyar nyelven közöljük. A magyar elnevezés forrása elsősorban a Cartographia világatlasz 1995/6-os kiadása, másodsorban a magyar Wikipédián már előforduló említések során követett névhasználat (pl.: Szudéták, A Kárpátok hegységeinek listája, Északnyugati-Kárpátok stb.)